# Криворожский район

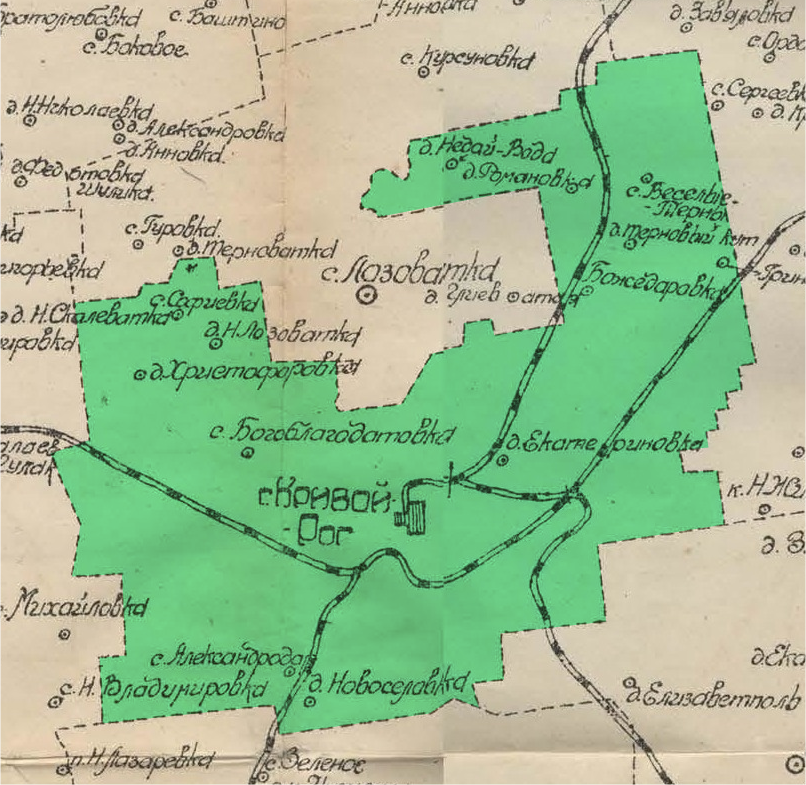
Криворожский район в границах 1925 года

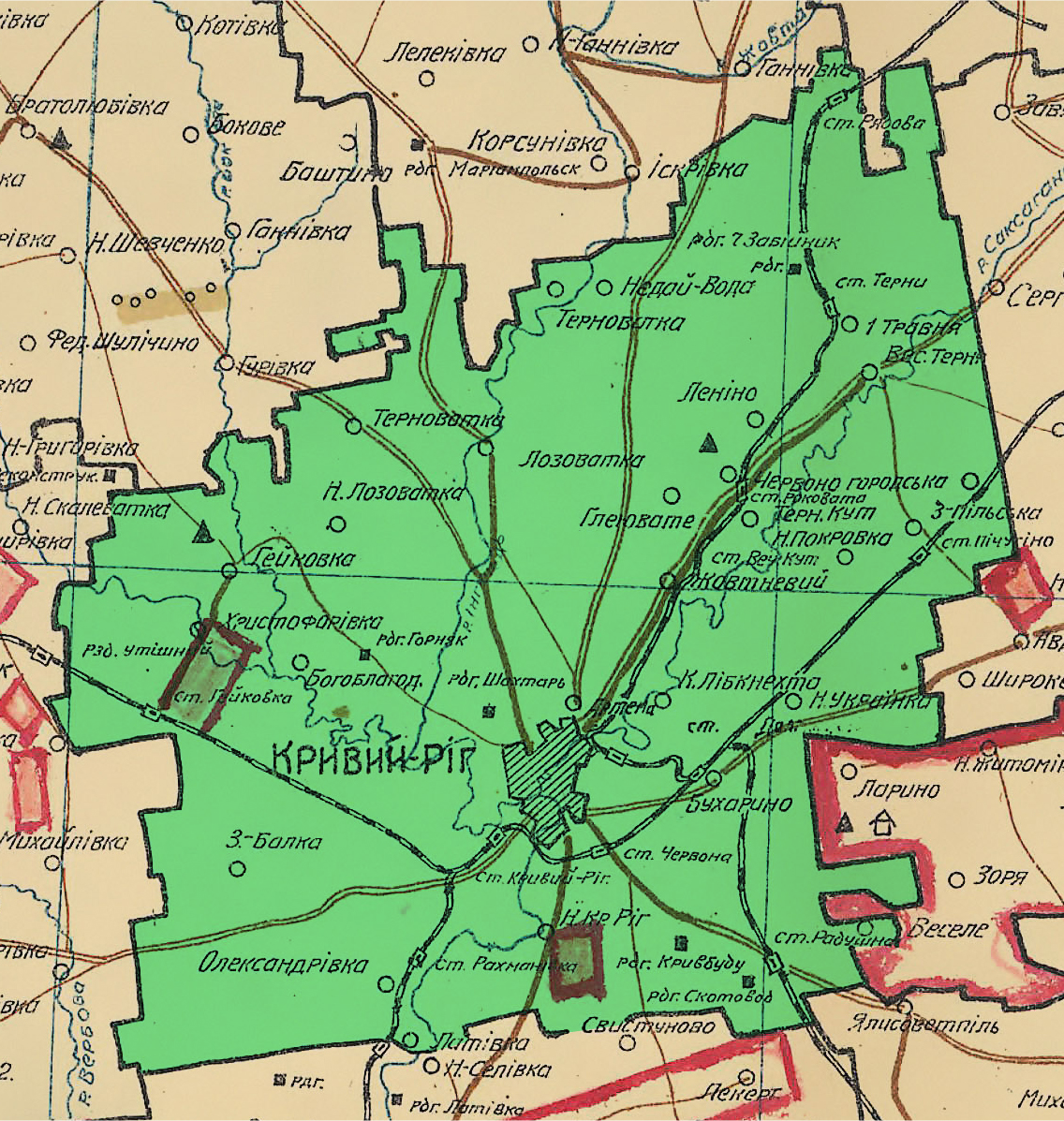
Криворожский район в границах 1935 года

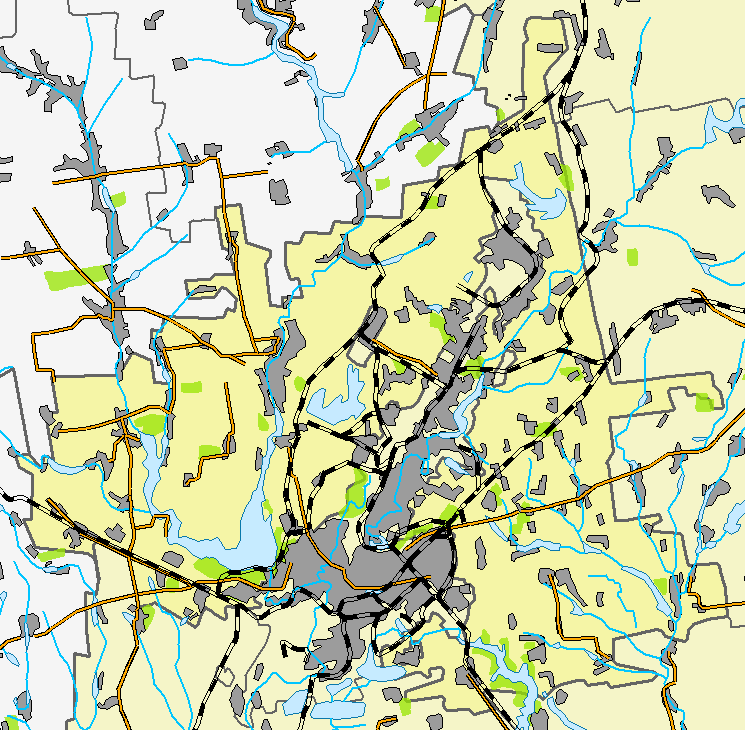
Криворожский район в границах до 19 июля 2020 года

Криворо́жский райо́н (укр. Криворізький район) — административно-территориальная единица на юго-западе Днепропетровской области Украины.
Административный центр — город Кривой Рог. Район относится к Криворожской агломерации.

## География
Район расположен в юго-западной части области. На севере граничит с Каменским районом Днепропетровской области, на востоке — с Никопольским районом, на северо-востоке — с Днепровским районом Днепропетровской области, на северо-западе — с Александрийским районом, на западе — с Кропивницким районом Кировоградской области и Баштанским районом Николаевской области, на юге — с Бериславским районом, на юго-востоке — с Каховским районом Херсонской области.
Площадь района — 5724 км² (в старых границах — 1350 км²).
Через территорию района протекают реки Ингулец, Саксагань, Каменка, Боковенька, Боковая, канал Днепр — Кривой Рог, а также Южное, Карачуновское и Красинское водохранилища.

## История
Район образован 7 марта 1923 года в составе Криворожского округа.
Это был период, когда распространялось движение трудового крестьянства по созданию коллективных хозяйств, и задачи, стоящие перед крестьянами в период коллективизации, были слишком сложными.
В селе Лозоватка была создана коммуна «Константиновское коллективное хозяйство», которая весной 1926 года реорганизована в сельскохозяйственную артель «Красный плуг». Криворожские рабочие тогда подарили артели первый трактор «Фордзон» с плугом, знакомиться с работой которого приезжали жители из многих сёл. В конце 1920-х годов в районе создавались товарищества по совместной обработке земли. Одно из них под названием «Волна революции» — в селе Лозоватка. В селе Родионовна был организован колхоз «Коллективист». В колхозе широкое развитие получило животноводство, значительно повышена урожайность сельскохозяйственных культур. Сегодня в Родионовне работает общество с ограниченной ответственностью «Агрофирма „Родина“».
В то же время с развитием и распространением коллективного сельскохозяйственного производства в районе развивалась промышленность. В 1930 году недалеко от станции Радушная построен элеватор, тогда же возник и посёлок Радушное. В 1936—1937 годах начались работы по разработке месторождения бурого угля в посёлке Христофоровка. В 1930-е годы открывались МТС (Ленинская, Гейковская), при которых действовали курсы трактористов. В 1930-е годы криворожские земли активно заселялись людьми, которые приезжали из разных частей Советского Союза.
Во время Великой Отечественной войны на оккупированной немецкими войсками территории еврейское население Криворожья подверглось Холокосту.
20 ноября 1959 года район был ликвидирован, а его территория передана в Апостоловский, Пятихатский, Софиевский, Широковский районы и в административное подчинение Кривому Рогу. 4 января 1965 года восстановлен.
19 июля 2020 года в результате административно-территориальной реформы район был укрупнён, в его состав вошли Криворожский, Апостоловский, Софиевский, Широковский районы, а также город областного значения Кривой Рог.

## Население
Численность населения района в укрупнённых границах — 772,3 тысячи человек.
Численность населения района в границах до 19 июля 2020 года по состоянию на 1 января 2020 года — 43 807 человек, из них городского населения — 5220 человек, сельского — 38 587 человек.

## Административное устройство
Район в укрупнённых границах с 19 июля 2020 года делится на 15 территориальных общин (громад), в том числе 3 городские, 2 поселковые и 10 сельских общин (в скобках — их административные центры):
- Городские:
  - Криворожская городская община (город Кривой Рог),
  - Апостоловская городская община (город Апостолово),
  - Зеленодольская городская община (город Зеленодольск);
- Поселковые:
  - Софиевская поселковая община (пгт Софиевка),
  - Широковская поселковая община (пгт Широкое),
- Сельские:
  - Вакуловская сельская община (село Вакулово),
  - Глееватская сельская община (село Глееватка),
  - Гречаноподовская сельская община (село Гречаные Поды),
  - Грушевская сельская община (село Грушевка),
  - Девладовская сельская община (посёлок Девладово),
  - Карповская сельская община (село Карповка),
  - Лозоватская сельская община (село Лозоватка),
  - Нивотрудовская сельская община (село Нива Трудовая),
  - Новолатовская сельская община (село Новолатовка),
  - Новопольская сельская община (село Новополье).

### История деления района
Район в старых границах до 19 июля 2020 года включал в себя:
- Поселковых советов: 2
- Сельских советов: 17
- Посёлков городского типа: 2
- Посёлков: 6
- Сёл: 81

Местные советы (в старых границах до 19 июля 2020 года):
- Радушненский поселковый совет
- Христофоровский поселковый совет
- Веселовский сельский совет
- Вольненский сельский совет
- Гейковский сельский совет
- Глееватский сельский совет
- Грузский сельский совет
- Даниловский сельский совет
- Златоустовский сельский совет
- Красовский сельский совет
- Лозоватский сельский совет
- Надеждовский сельский совет
- Недайводский сельский совет
- Новопольский сельский совет
- Софиевский сельский совет
- Червоненский сельский совет
- Чкаловский сельский совет
- Шевченковский сельский совет
- Широковский сельский совет

Населённые пункты (в старых границах до 19 июля 2020 года)
- Анастасовка
- Андрусовка
- Базарово
- Братско-Семёновка
- Бурлацкое
- Весёлое
- Весёлый Кут
- Водяное
- Вольное
- Вольный Посад
- Вольный Табор
- Высокое Поле
- Гейковка
- Глееватка
- Гомельское
- Грузская Григоровка
- Грузское
- Даниловка
- Днепровка
- Дружба
- Запорожец
- Заря
- Зелёное Поле
- Зелёный Гай
- Зелёный Луг
- Златополь
- Златоустовка
- Золотая Поляна
- Ивановка (Гейковский сельский совет)
- Ивановка (Софиевский сельский совет)
- Ингулец
- Калиновка
- Каменное Поле
- Каменское
- Коломийцево
- Красная Балка
- Красное
- Красовское
- Кривбасс
- Кудашевка
- Лесовое
- пос. Лесопитомник
- Лозоватка
- Львов
- Марьяновка
- Маяк
- пос. Мусиевка
- Надеждовка
- Надия
- Недайвода
- Новая Заря
- Новоанновка
- Новогригоровка
- Новожитомир
- Новоивановка
- Новолозоватка
- Новомайское
- Новомарьяновское
- Новопокровка
- Новополье
- Новосёловка
- пос. Новые Садки
- Новый Кременчук
- Новый Мир
- Новый Шлях
- Павловка
- пос. Пичугино
- Радионовка
- пгт Радушное
- Раево-Александровка
- Ранний Ранок
- Романовка
- пос. Рудничное
- Садовое
- Софиевка
- Степное
- Суворовка
- Терноватка
- Терновка
- Трудовое
- пгт Христофоровка
- Чабаново
- пос. Червоная Поляна
- Червоное
- Червоные Поды
- Чкаловка
- Шевченково
- Шевченковское
- Широкое

Ликвидированные населённые пункты (в старых границах до 19 июля 2020 года)
- пос. Незалежное.

## Руководство
Глава райгосадминистрации — А. В. Ткаченко; глава районного совета — В. В. Яценко.

## Климат
Климат степной, атлантический-континентальный, характеризуется жарким засушливым летом и умеренно мягкой с частыми оттепелями зимой. Средняя продолжительность безморозного периода составляет 182 дня, максимальная — 224 дня. Большая часть осадков выпадает во время тёплой половины года (апрель-октябрь) — 268 мм. Суточный максимум осадков (90 мм) наблюдался в июне 1913 года. Количество дней со снежным покровом — 69. Изредка устойчивый снежный покров. Средняя высота снега, из наибольших за зиму, составляет 10 см, максимальная — 30 см. Преимущественные направления ветра: в тёплый период года — северный (18,4 % дней), в холодный период — восточный (17,6 % дней). Максимальная скорость ветра — 24 м/с ежегодно, 28—29 м/с один раз в 5—10 лет, 30—31 м/с один раз в 15—20 лет.
| Показатель | Янв.  | Фев.  | Март | Апр. | Май  | Июнь | Июль | Авг. | Сен. | Окт. | Нояб. | Дек.  | Год   |
| --- | ----- | ----- | ---- | ---- | ---- | ---- | ---- | ---- | ---- | ---- | ----- | ----- | ----- |
| Абсолютный максимум, °C                                                                                                | 13,0  | 18,9  | 23,5 | 28,9 | 35,8 | 36,4 | 40,3 | 39,6 | 32,2 | 31,7 | 21,7  | 15,3  | 40,3  |
| Средний суточный максимум, °C                                                                                          | −0,9  | 0,1   | 6,1  | 15,0 | 21,8 | 25,2 | 27,8 | 27,5 | 21,4 | 14,0 | 5,5   | 0,4   | 13,7  |
| Средняя температура, °C                                                                                                | −3,5  | −3,1  | 1,9  | 9,6  | 15,9 | 19,5 | 21,8 | 21,2 | 15,6 | 9,1  | 2,3   | −2,1  | 9,0   |
| Средний суточный минимум, °C                                                                                           | −6,3  | −6,2  | −1,8 | 4,4  | 9,8  | 13,7 | 15,7 | 15,0 | 10,1 | 4,7  | −0,6  | −4,7  | 4,5   |
| Абсолютный минимум, °C                                                                                                 | −27,2 | −27,2 | −21  | −8,9 | −1,6 | 2,8  | 7,3  | 5,0  | −3,7 | −10  | −18,6 | −24,5 | −27,2 |
| Норма осадков, мм | 30    | 29    | 24   | 28   | 45   | 62   | 58   | 32   | 38   | 37   | 31    | 28    | 442   |
| Источник: [СНиП 22-13. Строительная климатология. Таблица 1. Климатические параметры холодного времени года. Украина.] |       |       |      |      |      |      |      |      |      |      |       |       |       |